# Röthelstein
Röthelstein è una frazione di 212 abitanti del comune austriaco di Frohnleiten, nel distretto di Graz-Umgebung (Stiria). Già comune autonomo, il 1º gennaio 2015 è stato aggregato a Frohnleiten assieme all'altro ex comune di Schrems bei Frohnleiten.